# Francis Castaing
Francis Castaing (Bordeus, 22 d'abril de 1959) va ser un ciclista francès, que fou professional entre 1981 i 1988. Durant la seva carrera professional destaca la victòria en una etapa del Tour de França de 1985, així com el GP Ouest France-Plouay de 1982.

## Palmarès
- 1979
  - 1r al Tour de Gironde-Sud
- 1980
  - Vencedor d'una etapa del Tour de l'Avenir
- 1981
  - Campió de França de velocitat (pista)
  - 1r a la París-Bourges i vencedor de 2 etapes
  - Vencedor d'una etapa del Tour del Mediterrani
  - Vencedor d'una etapa del Tour de Còrsega
  - Vencedor d'una etapa del Tour del Tarn
  - Vencedor d'una etapa de l'Etoile des Espoirs
- 1982
  - Campió de França de puntuació (pista)
  - 1r al GP Ouest France-Plouay
  - 1r al Gran Premi d'Aix-en-Provence
  - 1r al GP de Peymeinade
  - 1r al Circuit del Sud-Est
  - Vencedor d'una etapa del Tour d'Indre-et-Loire
  - Vencedor de 2 etapes del Tour de Lorena
- 1983
  - Vencedor d'una etapa de la París-Niça
  - Vencedor de 2 etapes del Tour de Midi-Pyrénées
  - Vencedor d'una etapa de la Volta a Amèrica
  - Vencedor d'una etapa del Tour de l'Oise
  - Vencedor d'una etapa del Tour de l'Avenir
  - Vencedor de 3 etapes de l'Etoile des Espoirs
- 1984
  - Vencedor d'una etapa de la París-Niça
  - Vencedor d'una etapa del Tour de l'Oise
  - Vencedor d'una etapa de l'Etoile des Espoirs
- 1985
  - Vencedor d'una etapa del Tour de França
  - Vencedor d'una etapa del Tour del Llemosí
- 1986
  - 1r al Tour de Vendée
  - 1r a la Ronde d'Aix-en-Provence
  - Vencedor d'una etapa del Tour de Midi-Pyrénées
- 1987
  - Vencedor d'una etapa de la Midi Libre

### Resultats al Tour de França
- 1984. 105è de la classificació general
- 1985. 132è de la classificació general. Vencedor d'una etapa
- 1986. 130è de la classificació general

### Resultats a la Volta a Espanya
- 1985. 101è de la classificació general